# Pflicht
Eine Pflicht, alternativ auch ein Sollen oder Müssen genannt, ist eine Aufgabe, Forderung oder Anforderung, die jemandem aus prinzipiellen, persönlichen, situativen oder sozialen Gründen erwächst und deren Erfüllung er sich nicht entziehen kann. Als Pflicht wird insbesondere auch das bezeichnet, was von einer Autorität oder durch ein Gesetz von jemandem gefordert wird und Verbindlichkeit beansprucht. Die Pflicht ist einer der Grundbegriffe der Ethik, in der die Achtung von Pflichten im Allgemeinen als tugendhaft gilt. Bestimmte Pflichten sind auch im Recht, durch eine politische Verfassung oder allgemein durch eine Satzung im soziologischen Sinne vorgegeben. Ebenso können Pflichten in religiösen Vorschriften kodifiziert sein. Andere rechtlich unverbindliche Pflichten sind durch die gesellschaftliche Moral vorgegeben.

## Etymologie
Ursprünglich abgeleitet vom althochdeutschen Verb phlegan ‚sorgen für; Aufsicht führen, leiten; ausüben, betreiben‘ (daraus neuhochdeutsch pflegen ‚sorgen für; anhaltend ausüben, betreiben; die Gewohnheit haben, etwas zu tun‘), bedeutete das ahd. pliht zunächst ‚Fürsorge, Obhut, Auftrag, Gebot‘ (um 1000). Die mittelhochdeutsche Form pliht(-e) bereicherte diese Bedeutungen durch ‚Pflege, Teilnahme, Gemeinschaft, Dienst, Obliegenheit, Sitte‘. Seit dem 11. Jahrhundert werden die Bedeutungen ‚Fürsorge, Obhut‘ u. a. m. in die neue Substantivierung ahd. phlega, mhd. phlege ausgelagert. Seit mittelhochdeutscher Zeit sind außerdem Verbalableitungen wie phlihten ‚sich halten an, richten nach, Anteil nehmen, sich beteiligen‘ und verphlihten ‚in verbindliche Gemeinschaft setzen, haftbar werden für etwas; (reflexiv) versprechen‘, seit dem 16. Jahrhundert auch beipflichten ‚zustimmen‘ belegt.
Im Germanischen sind u. a. englisch plight ‚Notlage, Bedrängnis‘ und niederländisch plicht verwandt. Es handelt sich um ein ti-Abstraktum, dessen Erscheinungsformen in fast allen indogermanischen Tochtersprachen belegt sind (u. a. griechisch πίστις ‚Vertrauen, Glaube, Treue‘, lateinisch mens ‚Verstand‘ und hostis ‚Feind‘). Die weitere Herkunft der Verbalwurzel von pflegen ist unklar. Ableitungen von verschiedenen lateinischen Verben wurden erwogen, darunter lateinisch plicare ‚zusammenfalten, einwickeln, verwickeln‘ und mittellateinisch plebire (von plebs ‚Volk‘). Verwandte Wörter in anderen indogermanischen Sprachen wie englisch to play ‚spielen‘ sowie griechisch βλύζω ‚hervorströmen, heraussprudeln‘ und βαλλίζω ‚tanzen‘ könnten auf eine urindogermanische Wurzel *blek-, *bal- ‚sich bewegen, drehen um‘ verweisen.

## Ethik

### Deontologie
Die philosophische Lehre von den Pflichten heißt Deontologie (von altgriechisch το δέον ‚das Erforderliche, die Pflicht‘ und λόγος ‚Lehre‘, also ‚Pflichtenlehre‘), ein Begriff der um 1930 durch den britischen Philosophen C. D. Broad näher definiert und der teleologischen Ethik gegenübergestellt wurde. Das Grundprinzip der Deontologie ist die Berufung auf die Motivation für eine Handlung. Es folgt die Prüfung, ob Motivation und Handlung mit einem Wertmaßstab, den jeder vernünftige Mensch einsehen kann, vereinbar sind oder nicht. Das Begründungsverfahren lässt nur die Attribute „gut“ oder „schlecht“ zu.

### Pflicht und Zwang
In Abgrenzung zum Zwang unterscheidet sich die Pflicht dadurch, dass sie auf einem gesellschaftlichen, rationalen oder ethischen Diskurs einschließlich Findung eines Konsenses beruht. Erforderlich ist demnach, dass ein Pflichtausübender die Notwendigkeit seiner Handlungen bzw. Arbeit selbst erkennt und einsieht. Sie führt folglich zur Übernahme von Verantwortung und endet mit Erfolg oder Misserfolg, wodurch sich für den Handelnden sowohl positive als auch negative Konsequenzen in Bezug auf die eigene Erwartungshaltung ergeben können. Daraus resultiert, dass Pflichtausübung stets einer Gewissensprüfung und einer sorgfältigen Risikoabschätzung bedarf. Beim Zwang hingegen wird etwas unbedingt abverlangt auch ohne Einverständnis oder Einsicht. Das Erzwungene kann nach dem Konzept von einem freien Willen angenommen, abgewiesen oder erduldet werden.
Der Philologe und Philosoph Friedrich Nietzsche schrieb im 19. Jahrhundert: „Unsere Pflicht – das sind die Rechte anderer auf uns“.

## Recht
Pflicht (englisch duty) oder Rechtspflicht (englisch legal obligation) sind im deutschen und internationalen Recht die einem Rechtssubjekt durch Rechtsnormen oder Vertrag auferlegten Verhaltensregeln.

### Bedeutung
Pflicht und Rechtspflicht sind Rechtsbegriffe, die im deutschen Recht sehr häufig vorkommen, alleine als Pflicht oder Wortbestandteil im BGB 945 Mal, im EStG 701 Mal oder im HGB 292 Mal. Ob Pflicht und Rechtspflicht im Rechtssinne inhaltlich übereinstimmen, ist in der Fachliteratur umstritten. Rechtsnormen jedenfalls differenzieren bei beiden Rechtsbegriffen nicht.
Pflichten spielen in der Rechtswissenschaft eine große Rolle. Rechtsnormen, deren Summe man als objektives Recht bezeichnet, sind abstrakt-generelle Sollensnormen. Sie ordnen bestimmten Lebenssachverhalten bestimmte Rechtsfolgen zu und sehen für bestimmte Pflichtverstöße Sanktionen vor. Sie verpflichten ein Rechtssubjekt zu einem bestimmten Handeln, Dulden (Gebote) oder Unterlassen (Verbot). Der die Pflicht Übernehmende hat sein Verhalten so einzurichten, wie es ihm vorgeschrieben wird. Sie ist ein von der Rechtsordnung an Personen gerichteter und von diesen zu befolgende Instruktion. Rechtspflichten gelten sowohl im Verhältnis des Staates zum Bürger, so im Öffentlichen Recht und im Strafrecht, regeln im Zivilrecht aber auch die Rechte und Pflichten der einzelnen Bürger untereinander (Verpflichtetsein). Das Recht, von einem anderen ein Tun oder Unterlassen zu verlangen, wird als Anspruch bezeichnet (§ 194 Abs. 1 BGB). Kraft eines subjektiv-öffentlichen Rechts steht dem Bürger gegenüber dem Staat ein bestimmter Anspruch zu.
Die gesamte rechtsstaatliche Staatsgewalt ist der verfassungsmäßigen Ordnung verpflichtet (Art. 20 Abs. 3 GG). Auch den Bürgern sind bestimmte Pflichten auferlegt, etwa die Schulpflicht, herkömmliche öffentliche Dienstleistungspflichten wie die Räum- und Streupflicht oder die elterliche Fürsorge- und Erziehungspflicht. Die Wehrpflicht wurde in Deutschland 2011 ausgesetzt. Eigentum verpflichtet. Sein Gebrauch soll zugleich dem Wohle der Allgemeinheit dienen (Art. 14 Abs. 2 GG).
Nur im Privatrecht gibt es einzelne gesetzliche Bestimmungen, die nicht in jedem Fall verpflichtend sind, sondern von den Parteien abbedungen werden können.
Im Strafrecht kann eine Pflichtenkollision einen Rechtfertigungsgrund darstellen. Es ist beispielsweise einem Rettungsschwimmer oder einem Feuerwehrmann nicht in jedem Fall zuzumuten, seiner Pflicht nachzukommen, wenn die Gefahr für sein eigenes Leben zu hoch scheint.
Eine „sittliche Pflicht“ ist eine juristisch feststellbare Verpflichtung für Leistungen an eine natürliche Person.

## Moral
Ähnlich dem Recht begründen auch Moral und Sitte im Sinne praktischer Wertvorgaben bestimmte positive und negative Handlungspflichten (Gebote und Verbote). Doch während das Recht nur das äußere Verhalten regelt, wendet sich die Moral zuvörderst an die Gesinnung eines Menschen. Ein Verstoß gegen moralische Wertvorstellungen zieht nur die gesellschaftliche Missbilligung nach sich. Es gibt keine allgemein verbindlichen moralischen Sanktionsnormen.
Der Begriff der moralischen Pflicht steht in Beziehung zum moralischen Recht, das eine Handlung lediglich ermöglicht, nicht fordert. Der Unterschied zwischen einer rechtlichen und einer moralischen Pflicht besteht somit zwischen der unbedingten Forderung der Anwendung und der Erlaubnis zu einer Handlung.

## Religion
Pflicht spielt auch in den Religionen eine wichtige Rolle und bedeutet zuerst die Pflicht des Menschen gegenüber dem Gesetz Gottes.

### Judentum
Die Halacha bezeichnet das gesamte religionsgesetzliche System des Judentums, das 613 einzelne Mitzwot (Gebote) umfasst.

### Römisch-katholische Kirche
Die Römisch-katholische Kirche definiert für ihre Angehörigen unter anderem die Pflicht zur Arbeit, zur brüderlichen Zurechtweisung (Katholischer Erwachsenenkatechismus 1995), die Pflicht zur Weitergabe des menschlichen Lebens (Fest der Heiligen Familie 2005) sowie die Pflicht zur verantwortungsbewussten Elternschaft und die Pflicht zur Pflege des Bewusstseins von „Gabe und Aufgabe“ (Weltfriedenstag 2007).

### Protestantismus
In den evangelischen Kirchen haben sich unterschiedliche Pflichtbegriffe gebildet. Grundlegend war aber Martin Luthers Schrift Von der Freiheit eines Christenmenschen, die das Verhältnis von Pflicht und Freiheit im Sinne einer Verpflichtung gläubiger Christen zu moralischem Handeln definiert.

### Islam
Im Islam ist die Belastung (Taklīf) des Menschen mit Pflichten durch Gott eines der wichtigsten Themen des theologischen und rechtstheoretischen Denkens. Insgesamt werden die Handlungen der Menschen in fünf Kategorien eingeteilt. Obligatorische Pflichten werden als Fard, empfohlene Handlungen als Mandūb bezeichnet. Die Aschʿariten meinten, dass Gott den Menschen sogar Pflichten auferlegen kann, die diese nicht zu erfüllen vermögen (siehe Taklīf mā lā yutāq).

## Sport
Bei vielen Sportdisziplinen wie Voltigieren und Turnen gibt es im Wettkampfbereich einen Pflicht- und einen Kürteil. Unter der Pflicht versteht man in diesem Zusammenhang eine vorgegebene Reihenfolge bestimmter Bewegungselemente und Übungen. Die Kampfrichter können bei der Pflicht – anders als bei der freier gestalteten Kür – die Leistungen der Wettkämpfer direkt miteinander vergleichen.